# Praczków
Praczków (także: Pręczków) – staw rybny, zlokalizowany na terenie gminy Zduny, w pobliżu osady Hadrianów, w kompleksie leśnym Baszków-Rochy w obrębie Dąbrów Krotoszyńskich.
Zbiornik powstał w latach powojennych i ma powierzchnię 3,75 ha.
Przy brzegu przebiega lokalna droga z ze Zdun do Baszkowa. W pobliżu znajduje się rezerwat przyrody Baszków.